# 普克拉延
普克拉延（Pukhrayan），是印度北方邦坎普爾郊縣的一个城镇。2001年总人口19908人。

## 人口
该地2001年总人口19908人，其中男性10583人，女性9325人；0—6岁人口2653人，其中男1399人，女1254人；识字率69.32%，其中男性为75.37%，女性为62.46%。